# Lempholemma chalazanum
Lempholemma chalazanum är en lavart som först beskrevs av Erik Acharius, och fick sitt nu gällande namn av B. de Lesd. Lempholemma chalazanum ingår i släktet Lempholemma och familjen Lichinaceae.  Arten är reproducerande i Sverige. Inga underarter finns listade i Catalogue of Life.